# Giorgio Blandrata

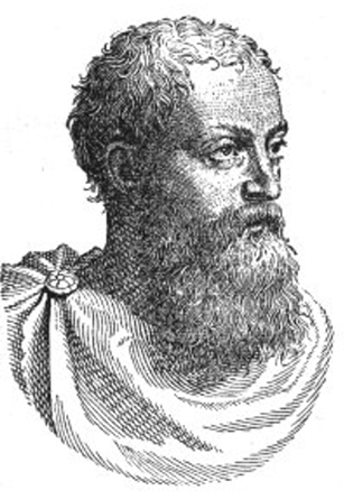
Giorgio Blandrata.

Giorgio Blandrata eller Biandrata, född 1515 och död 1588, var en italiensk läkare och antitrinitarier.
Blandrata förföljdes av inkvisitionen i Italien, och flydde då till Genève, där han dock snart råkade i lärostrider med Jean Calvin. 
Han flyttade då över till Polen, där han blev livmedikus hos Johan Sigismund av Siebenbürgen. Här drev han ivrigt unitarisk propaganda, och vann många anhängare.